# Stralsund (1689)
Stralsund var en grundgående fregatt som sjösattes i Stralsund 1687 och ska ha haft ett deplacement på 500 ton och kunnat ta 34 kanoner.
Fartyget färdigställdes 1689 och var då bestyckat med 32 kanoner, samt hade en besättning med 150 båtsmän och 20 soldater. Längden har varit 37 meter och bredden 9 meter.
På kartor över Karlskrona dyker skeppet Stralsund upp första gången på en karta från 1710 med tänkta utplaceringar av skepp för Karlskronas försvar. Där ses skeppet ”Stralsund” (a), söder om ”Pantherholm”. Vidare står det om ”Sorter af Stycken” (det vill säga kanoner), totalt 32 stycken i varierande storlek.
Stralsund sjönk 1713  och resterna ligger antagligen kvar i Karlskrona.